# Huron (Ohio)
Huron és una població dels Estats Units a l'estat d'Ohio. Segons el cens del 2000 tenia 7.958 habitants.

## Demografia
Segons el cens del 2000, Huron tenia 7.958 habitants, 3.315 habitatges, i 2.260 famílies. La densitat de població era de 628,3 habitants/km².
Dels 3.315 habitatges en un 30,9% hi vivien nens de menys de 18 anys, en un 55,6% hi vivien parelles casades, en un 9,7% dones solteres, i en un 31,8% no eren unitats familiars. En el 27,6% dels habitatges hi vivien persones soles el 10,4% de les quals corresponia a persones de 65 anys o més que vivien soles. El nombre mitjà de persones vivint en cada habitatge era de 2,37 i el nombre mitjà de persones que vivien en cada família era de 2,92.
Per edats la població es repartia de la següent manera: un 25% tenia menys de 18 anys, un 6,1% entre 18 i 24, un 28,2% entre 25 i 44, un 25,5% de 45 a 60 i un 15,2% 65 anys o més.
L'edat mediana era de 39 anys. Per cada 100 dones de 18 o més anys hi havia 88,9 homes.
La renda mediana per habitatge era de 52.289 $ i la renda mediana per família de 68.625 $. Els homes tenien una renda mediana de 50.105 $ mentre que les dones 27.637 $. La renda per capita de la població era de 24.942 $. Aproximadament el 2,7% de les famílies i el 3,6% de la població estaven per davall del llindar de pobresa.

## Poblacions més properes
El següent diagrama mostra les poblacions més properes.